# Ікарбус
Ікарбус — сербський виробник автобусів з міста Земун, поруч з Белградом. Підприємство було засноване в 1923 році як авіаційне, але після Другої світової війни приступило до випуску автобусів на умовах ліцензії MAN.

## Назва
З моменту заснування до 1992 року компанія називалася Ікарус, однак через юридичний конфлікт з однойменною компанією з Угорщини керівництвом було прийнято рішення про зміну назви підприємства на Ікарбус.
| Компанії | Це незавершена стаття про підприємство. Ви можете допомогти проєкту, виправивши або дописавши її. |

| Прапор Сербії | Це незавершена стаття про Сербію. Ви можете допомогти проєкту, виправивши або дописавши її. |